# In the Court of the Crimson King
Vous lisez un « bon article » labellisé en 2011.
Albums de King Crimson
In the Wake of Poseidon
(1970)
Singles
1. The Court of the Crimson King
Sortie : 1969

In the Court of the Crimson King (sous-titré An Observation by King Crimson) est le premier album du groupe de rock progressif anglais King Crimson, paru le 10 octobre 1969. Il s'est hissé à la 5e place des classements britanniques, à la 28e place du Billboard 200 américain et à la 1re place au Japon, y détrônant Abbey Road des Beatles.
Il est généralement considéré comme l'acte fondateur du rock progressif, repoussant les limites du rock en puisant dans le jazz et la musique classique. Dans son livre Rocking the Classics, le critique Edward Macan note que l'album « pourrait être l'album de rock progressif le plus influent jamais publié ». Pete Townshend, leader des Who, parle d'un « chef-d'œuvre de l'étrange ».

## Historique

### Prélude
En 1967, les frères Michael (batterie) et Peter Giles (basse), deux musiciens originaires de Bournemouth, passent une petite annonce pour recruter un chanteur organiste. L'homme qui répond à leur annonce, Robert Fripp, également originaire du Dorset, est un guitariste qui ne chante pas. Cela ne l'empêche pas d'être engagé, et le trio se baptise du simple nom de Giles, Giles & Fripp. En 1968, le groupe décroche un contrat avec le label Deram Records et sort en septembre The Cheerful Insanity of Giles, Giles and Fripp, un album mêlant une grande variété de styles à un humour surréaliste inspiré par les satiristes de l'époque. C'est un échec commercial, qui ne s'écoule qu'à 600 exemplaires. Le trio continue néanmoins à enregistrer des démos dans sa résidence londonienne de Brondesbury Road. Il est brièvement rejoint par Judy Dyble, l'ex-chanteuse du groupe folk Fairport Convention, et par son petit ami Ian McDonald, un multi-instrumentiste qui joue du saxophone, de la clarinette, de la flûte, de la guitare et des claviers. McDonald présente aux autres le parolier Peter Sinfield, avec qui il a déjà écrit plusieurs chansons, dont The Court of the Crimson King (« La Cour du roi cramoisi », en référence à Belzébuth). Dyble rompt peu après avec McDonald et quitte le groupe, tandis que Peter Giles décide d'abandonner la musique ; en décembre, Fripp fait donc appel à Greg Lake, un ami d'enfance, pour assurer la basse et le chant. Le quintette de Fripp, Giles, Lake, McDonald et Sinfield adopte le nom de King Crimson, d'après la chanson The Court of the Crimson King, et commence à répéter le 13 janvier 1969 au sous-sol du Fulham Palace Cafe de Londres ; en parallèle, Sinfield commence à travailler sur le light show du groupe.
King Crimson débute officiellement sur scène le 9 avril 1969, après trois mois de répétition quotidienne, au Speakeasy Club de Londres. Le groupe fait très forte impression, et acquiert rapidement une certaine notoriété. La BBC l'invite à enregistrer quatre titres, entre mai et août, pour l'émission Top Gear, le patron du Marquee Club lui offre un concert hebdomadaire et plusieurs musiciens célèbres comme Jimi Hendrix ou Pete Townshend viennent l'écouter. Au printemps, le groupe signe chez Island, en même temps que Mott the Hoople, après avoir été courtisé par le label des Moody Blues, Threshold Records. Le 5 juillet 1969, King Crimson se produit lors du concert gratuit organisé par les Rolling Stones à Hyde Park pour commémorer la mort de Brian Jones ; plus de 300 000 spectateurs sont présents. The Guardian le qualifie alors de « groupe sensationnel », à l'instar de Rock & Folk qui le décrit comme « un excellent nouveau groupe [qui] jamme un voyage dans l'espace et joue fort, très fort ».

### Enregistrement
Les premières sessions d'enregistrement de l'album se déroulent dès juin 1969 aux Morgan Studios avec le producteur Tony Clarke (en), connu pour son travail avec les Moody Blues. Les résultats de ces sessions sont toutefois jugés insatisfaisants, et courant juillet, les membres de King Crimson décident de se lancer dans l'autoproduction. L'album est ainsi enregistré sur un magnétophone 8 pistes Ampex aux studios Wessex de Londres, avec l'ingénieur du son Robin Thompson. Il ne faut que huit jours pour achever ces séances qualifiées de « tranquilles » par Ian McDonald.
Peu après la fin des sessions d'enregistrement, on s'est rendu compte que certaines bandes stéréo étaient mal alignées. C'eut pour conséquence une perte de hautes fréquences et des craquements parasites affectant certaines parties de l'album. La sonorité de la batterie est, selon certains critiques, l'un des points faibles de l'enregistrement.

### Épilogue
Le succès de l'album permet à King Crimson de partir en tournée aux États-Unis. Il se produit pour la première fois sur le sol américain le 29 octobre à Boston. Il apparaît également au Festival Pop de Palm Beach avec Janis Joplin, Johnny Winter, Iron Butterfly et, de nouveau, les Rolling Stones, puis joue au Fillmore East, à New York, et donne son dernier concert le 14 décembre au Fillmore West de San Francisco. Épuisé par la vie sur la route, Ian McDonald annonce son départ du groupe le 7 décembre, quelques jours avant la fin de la tournée. Michael Giles souhaite l'imiter, mais accepte de différer son départ pour participer aux sessions d'enregistrement du deuxième album de King Crimson, In the Wake of Poseidon. En 1971, ils réalisent ensemble un album simplement intitulé McDonald and Giles, qui demeure leur seule collaboration.
Greg Lake quitte à son tour King Crimson pour fonder Emerson, Lake and Palmer avec Keith Emerson et Carl Palmer. Il participe lui aussi aux sessions de In the Wake of Poseidon, mais seulement comme chanteur et plus comme bassiste. Le futur de King Crimson, réduit à la paire Fripp-Sinfield, semble alors compromis, au point que le groupe Yes tente de recruter Robert Fripp pour remplacer son guitariste, Peter Banks, qui vient de les quitter. L'intéressé décline l'offre. Déstabilisé par cette succession de crises inattendues, King Crimson met plus de 18 mois à remonter sur scène.
En 1993, une réunion du groupe d'origine est envisagée pour une tournée japonaise et l'enregistrement d'une nouvelle version de 21st Century Schizoid Man. Cependant, Robert Fripp se trouve alors en plein procès avec E.G. Records et refuse d'y participer, proposant à sa place Steve Hackett, ancien guitariste de Genesis. Michael Giles n'est pas non plus particulièrement enthousiaste, et le projet est enterré.

## Caractéristiques artistiques
Aucun des morceaux de l'album n'a de durée équivalente ou comparable aux chansons de la pop contemporaine, chacun dépassant les six minutes. Pour autant, le style musical n'est pas totalement étranger à ce qui s'était fait auparavant et seul 21st Century Schizoid Man s'éloigne clairement des registres musicaux habituels.
Dans l'ensemble, et à travers des métaphores, les paroles de l'album se réfèrent à la guerre du Viêt Nam, aux lendemains désenchantés des Summers of Love de 1967 et 1969 au cours desquels se déroulent les meurtres de la famille Manson (et plus tard les actes de violence des Hells Angels d'Altamont), mais aussi à l'insouciance de Woodstock. La tonalité de l'ensemble est cependant assez pessimiste.

### Chansons

#### 21stCentury Schizoid Man
« La philosophie ambitieuse de Fripp prend corps dès les premières mesures de 21st Century Schizoid Man où la succession de bruitages, puis d'un riff musclé puis de passages plus improvisés semble construire une sorte de passerelle entre musique contemporaine, rock et jazz. »
— Christophe Pirenne, Le Rock progressif anglais

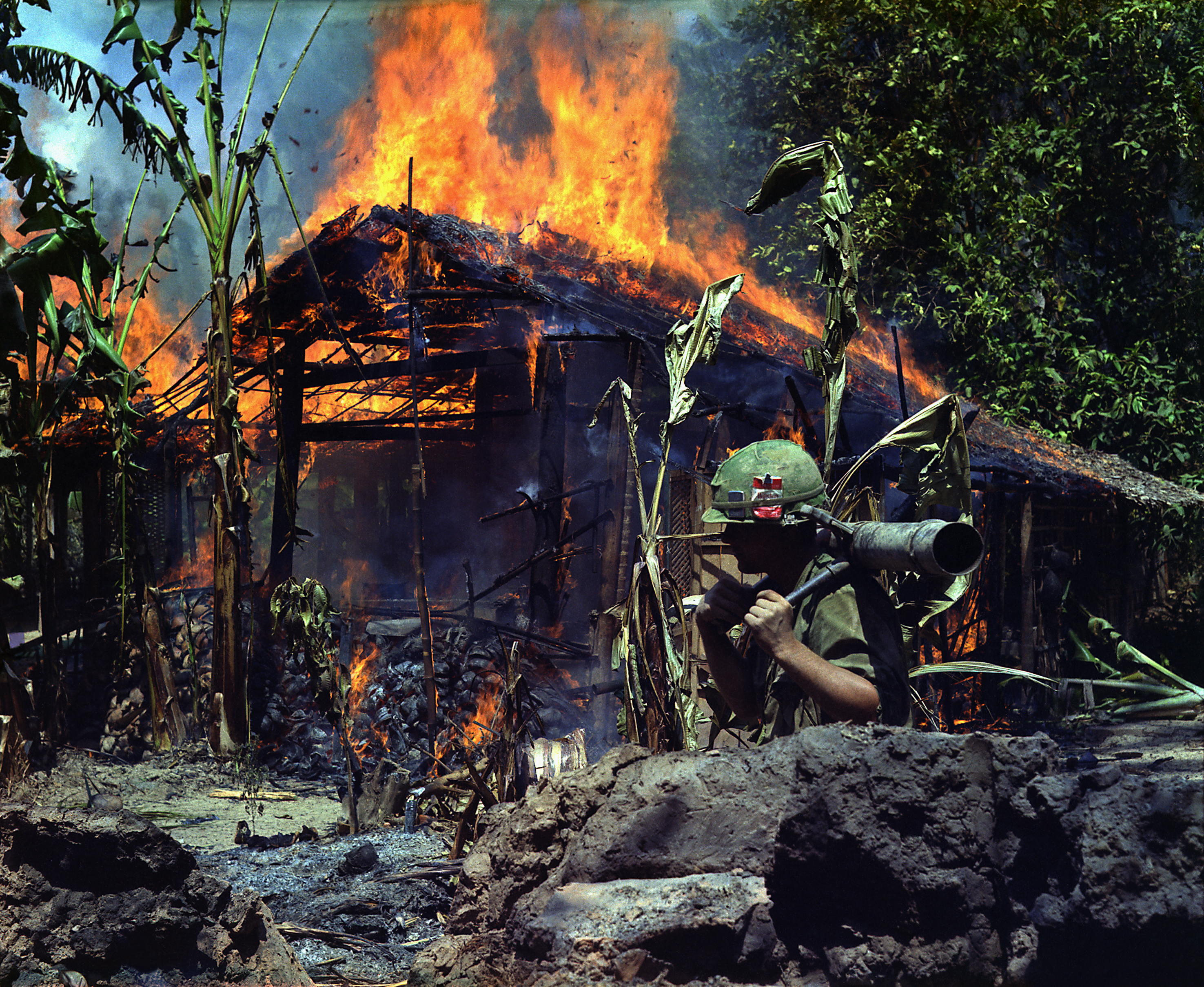
Century Schizoid Man est, entre autres, une dénonciation de la guerre du Viêt Nam et de l'utilisation du napalm.

L'une des caractéristiques les plus notables de ce morceau d'ouverture est le traitement appliqué à la voix hurlante de Greg Lake, fortement distordue. Sa section centrale, totalement instrumentale, est sous-titrée Mirrors.
Les paroles sont constituées d'une succession de métaphores écrites par Peter Sinfield. On y remarque une violente critique des États-Unis, représentés par le personnage de l'homme schizoïde du XXIe siècle, et de la guerre du Viêt Nam avec des vers comme « Innocents raped with napalm fire » (« des innocents violés au napalm ») ou « Politicians' funeral pyre » (« le bûcher des politiciens »). Lors d'un concert au Fillmore West de San Francisco, le 14 décembre 1969 (illustré sur le second disque du coffret Epitaph), Robert Fripp dédie la chanson à « une personnalité politique américaine que nous connaissons et aimons tous. Son nom est Spiro Agnew » (alors vice-président du pays). Mais on peut également y déceler une critique de la torture, de l'assassinat politique, de la famine et de la consommation à outrance, avec « nothing he's got he really needs » (« Il n'a besoin de rien de ce qu'il possède »).
Musicalement parlant, une véritable apocalypse se déchaîne lors de l'introduction, après une trentaine de secondes, silencieuses, de mise en condition. La musique, mélange de jazz et de hard rock, est sauvage mais irréprochablement maîtrisée, entre riffs de guitare et breaks impressionnants.
21st Century Schizoid Man est sans conteste la chanson la plus connue du groupe. Elle a depuis été reprise par de nombreux groupes et artistes dont Ozzy Osbourne (sur l'album Under Cover), Noir Désir (sur l'album Noir Désir en public), Emerson, Lake & Palmer, Forbidden, Voivod et April Wine, et a été samplé par Kanye West dans son titre Power. Elle est également présente sur le jeu vidéo Guitar Hero 5 et constitue l'une des chansons les plus dures du jeu.

#### I Talk to the Wind
Débutant immédiatement après la cacophonie qui clôt le morceau précédent, I Talk to the Wind marque un contraste fort ; c'est une chanson douce, paisible, s'apparentant au folk rock et dominée par la flûte de Ian McDonald. Les paroles correspondent vraisemblablement, en tenant compte de l'époque, au discours d'un jeune hippie envers la straight society : « you don't possess me », « can't instruct me » (« Je ne vous appartiens pas », « vous ne pouvez pas m'éduquer »).
Avant King Crimson, la chanson avait déjà été enregistrée deux fois par Giles, Giles & Fripp : la première chantée par Judy Dyble et l'autre par Ian McDonald et Peter Giles. Ces deux versions ont vu le jour en 2001 avec la parution de l'album de démos The Brondesbury Tapes.

#### Epitaph
Le troisième morceau de l'album, Epitaph (« Épitaphe ») se distingue par l'usage plus poussé du mellotron. Les paroles prennent un accent prophétique et dystopique : « The fate of all mankind I see / Is in the hands of fools » (« Le destin de toute l'humanité que je vois / Est entre les mains des idiots »).
Il occupe la face A d'un single sorti en 1976, avec 21st Century Schizoid Man en face B, accompagnant la sortie de la compilation A Young Person's Guide to King Crimson.

#### Moonchild
La première section de Moonchild, The Dream, est une ballade menée par le mellotron qui dure deux minutes et demie. Elle laisse place à une improvisation minimaliste à la guitare, au vibraphone et aux percussions de Robert Fripp, Ian McDonald et Michael Giles intitulée The Illusion. Parfois considérée comme étant trop longue et ennuyeuse,, The Illusion a été coupée de la version de Moonchild incluse sur la compilation A Young Person's Guide to King Crimson. Fripp y joue un extrait de The Surrey with the Fringe on Top, tirée de la comédie musicale Oklahoma ! de Rodgers et Hammerstein.
La chanson est utilisée à la fin des années 1990 dans le film-culte Buffalo '66 de Vincent Gallo.

#### The Court of the Crimson King
La mélodie de The Court of the Crimson King est conçue par Ian McDonald. La plus grande partie de la chanson est divisée en quatre couplets, séparés par une section entièrement instrumentale intitulée The Return of the Fire Witch (« Le Retour de la sorcière de feu »). Les paroles décrivent la « cour du roi cramoisi », où divers personnages se succèdent dans une atmosphère moyenâgeuse, tels que la « reine noire » (« the black queen ») ou la « sorcière de feu » (« the fire witch »). Au bout de sept minutes, elle semble s'arrêter, mais continue avec une courte reprise instrumentale, intitulée The Dance of the Puppets (« La Danse des marionnettes »), avant de s'achever brutalement.
The Court of the Crimson King est également déclinée en single et atteint la 80e place du classement américain Billboard en janvier 1970.

### Pochette
L'illustration de couverture de l'album est réalisé par Barry Godber, un jeune informaticien de 23 ans mort l'année suivante d'une attaque cardiaque. Elle montre en gros plan un visage aux yeux écarquillés, apeuré et criant, le tout dans des tons rouges tirant vers le bleu. L'image représente la tête défigurée et (à l'arrière) l'oreille démesurée de l'homme schizoïde du XXIe siècle dont il est question dans la première chanson. De par son originalité, sa monstruosité, l'absence totale d'informations sur l'avant et l'arrière de la pochette, cette illustration est devenue l'une des plus marquantes de l'histoire du rock, au même titre que le prisme de The Dark Side of the Moon de Pink Floyd ou la couverture de l'album blanc des Beatles. L'illustration contenue dans la pochette intérieure représente quant à elle le roi cramoisi, qui apparaît relativement calme et souriant.
« Peter apporta cette peinture et le groupe l'a adorée. J'ai récemment récupéré la version originale du bureau d'E.G. car elle était exposée à la lumière, et risquait de s'abîmer, donc je l'ai retirée. Le visage à l'extérieur est celui de l'homme schizoïde, et celui à l'intérieur est celui du roi cramoisi. Si vous cachez son sourire, les yeux révèlent une tristesse incroyable. Que dire de plus ? Elle reflète la musique,. »
— Robert Fripp, Interview dans Rock & Folk.

## Réception

### Succès critique et commercial
In the Court of the Crimson King est un succès immédiat. La pochette a joué un grand rôle dans les ventes : le public, interloqué, achète le disque sans même savoir ce qu'il contient. L'album se hisse à la 5e place des charts britanniques, à la 28e place du Billboard 200 américain et à la 1re place au Japon, détrônant ainsi Abbey Road des Beatles. Aux États-Unis, l'album est certifié disque d'or le 29 mars 1977 par la RIAA. Il se vend encore à plus de cent mille exemplaires dans les derniers mois de 1980.

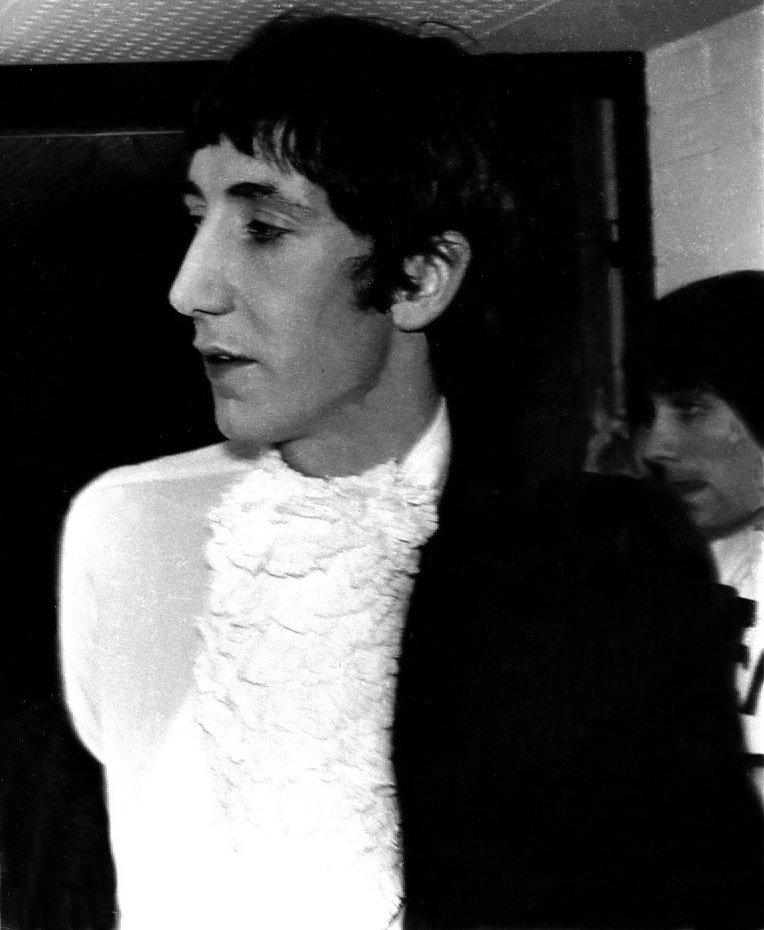
Pete Townshend en 1967. Ses commentaires positifs contribuent à faire connaître le groupe puis l'album.

La presse musicale s'accorde pour dire qu'il s'agit d'un chef-d'œuvre. Dans son livre Rocking the Classics, le critique Edward Macan note que l'album « pourrait être l'album de rock progressif le plus influent jamais publié »,. Dans l'édition spéciale Pink Floyd & the Story of Prog Rock de Q et Mojo, l'album arrive 4e dans la liste des « 40 albums de rock cosmiques ». Il fait partie des « 50 albums qui bâtissent le rock progressif » selon le magazine Classic Rock, il est cité dans l'ouvrage de référence de Robert Dimery Les 1001 albums qu'il faut avoir écoutés dans sa vie et dans un bon nombre d'autres listes. Pete Townshend, leader des Who, parle d'un « chef-d'œuvre de l'étrange »,.
Cependant, certains critiques se font plus rudes envers l'album : c'est le cas de Robert Christgau, qui le note D+ (« Le plus, c'est parce que Peter Townshend l'aime [...] Méfiez-vous de la suite — c'est de la merde. »)

### Influence
Novateur (il puise dans le jazz et la musique classique), In the Court of the Crimson King acquiert rapidement le statut de disque culte aux yeux de toute une génération de musiciens ; l'International Times, journal underground londonien, parle de l'« album ultime » qui « va défier le temps ». Les membres de Genesis vont jusqu'à accrocher la pochette de l'album sur le mur du cottage isolé où ils préparent Trespass. Kurt Cobain dit de l'album qu'il a eu une grande influence sur sa musique. Les retombées du disque se ressentent également sur le groupe Yes, et aussi sur la formation française  Ange, certains musiciens scandinaves et italiens et, bien sûr, sur le rock progressif en général, qui vient de naître.
L'un des trois Mellotron Mk. II ayant servi sur l'album est vendu à Genesis pour leur album Foxtrot, principalement pour le titre Supper's Ready,.

### Rééditions
L'album a été remasterisé et réédité sur vinyle et sur CD plusieurs fois au cours des années 1980 et 1990, ces versions étant basées sur des copies des bandes retirées du disque original. La réédition 40e anniversaire, pour laquelle Robert Fripp et Steven Wilson (de Porcupine Tree) ont retrouvé et utilisé l'enregistrement 8 pistes original de l'album avant qu'il soit pré-mixé, sort le 12 octobre 2009. Elle est déclinée en deux versions : une simple comprenant un CD et un DVD et une autre comprenant cinq CD et un DVD. L'album est également réédité en vinyle en 2010, cette version étant approuvée par Robert Fripp.

## Liste des titres

### Album original
| 1. | 21st Century Schizoid Man, incluant Mirrors                    | Fripp, McDonald, Lake, Giles, Sinfield | 7:20 |
| 2. | I Talk to the Wind                                             | McDonald, Sinfield                     | 6:05 |
| 3. | Epitaph, incluant March for No Reason et Tomorrow and Tomorrow | Fripp, McDonald, Lake, Giles, Sinfield | 8:47 |

| 4. | Moonchild, incluant The Dream et The Illusion                                                    | Fripp, McDonald, Lake, Giles, Sinfield | 12:11 |
| 5. | The Court of the Crimson King, incluant The Return of the Fire Witch et The Dance of the Puppets | McDonald, Sinfield                     | 9:22  |

### Réédition40eanniversaire

#### CD 1
Le premier CD reprend l'album original, remixé à partir des bandes 8 pistes originales, hormis Moonchild, qui apparaît dans une version plus courte de trois minutes. La version originale de 12 minutes apparaît en premier titre bonus, suivie de deux versions alternatives de I Talk to the Wind, d'une version instrumentale de Epitaph et d'un extrait des sessions ayant produit les sons qui introduisent 21st Century Schizoid Man.
| No  | Titre                              | Durée |
| --- | ---------------------------------- | ----- |
| 1.  | 21st Century Schizoid Man          | 7:24  |
| 2.  | I Talk to the Wind                 | 6:00  |
| 3.  | Epitaph                            | 8:53  |
| 4.  | Moonchild                          | 9:02  |
| 5.  | The Court of the Crimson King      | 9:31  |
| 6.  | Moonchild (full version)           | 12:16 |
| 7.  | I Talk to the Wind (duo version)   | 4:56  |
| 8.  | I Talk to the Wind (alternate mix) | 9:22  |
| 9.  | Epitaph (backing track)            | 9:06  |
| 10. | Wind Session                       | 4:31  |

#### CD 2
Le deuxième CD reprend l'édition remasterisée réalisée par Simon Heyworth en 2004, suivie de six titres bonus : une version instrumentale de 21st Century Schizoid Man enregistrée aux studios Morgan, deux titres enregistrés pour la BBC (cette version de 21st Century Schizoid Man était déjà parue sur l'album Epitaph en 1997, mais dans une qualité sonore inférieure), et la version en deux parties de The Court of the Crimson King parue en 45 tours en 1969.
| No  | Titre                                                        | Durée |
| --- | ------------------------------------------------------------ | ----- |
| 1.  | 21st Century Schizoid Man                                    | 7:24  |
| 2.  | I Talk to the Wind                                           | 6:04  |
| 3.  | Epitaph                                                      | 8:49  |
| 4.  | Moonchild                                                    | 12:13 |
| 5.  | The Court of the Crimson King                                | 9:26  |
| 6.  | 21st Century Schizoid Man (instrumental)                     | 6:47  |
| 7.  | I Talk to the Wind (BBC Session)                             | 4:40  |
| 8.  | 21st Century Schizoid Man (BBC Session)                      | 7:11  |
| 9.  | The Court of the Crimson King, Part I (mono single version)  | 3:22  |
| 10. | The Court of the Crimson King, Part II (mono single version) | 4.31  |

## Musiciens
- Robert Fripp : guitare
- Ian McDonald : flûte, clarinette, vibraphone, claviers, mellotron, chœurs
- Greg Lake : basse, chant
- Michael Giles : batterie, percussions, chœurs
- Peter Sinfield : « textes et illumination »

## Production
- Barry Godber : pochette
- Robin Thompson : ingénieur du son
- Tony Page : assistant ingénieur

## Classements
Album
| Pays        | Chart               | Durée du classement | Meilleure position | Réf    |
| ----------- | ------------------- | ------------------- | ------------------ | ------ |
| Canada      | RPM Weekly          | 16 semaines         | 27e                | [ 46 ] |
| États-Unis  | Billboard 200       | 25 semaines         | 28e                | [ 36 ] |
| Japon       | Hanshin Corporation | —                   | 1er                | [ 8 ]  |
| Royaume-Uni | UK Albums Chart     | 18 semaines         | 5e                 | [ 35 ] |

Single
| Date | Single                               | Chart   | durée du classement | Position |
| ---- | ------------------------------------ | ------- | ------------------- | -------- |
| 1970 | The Court of the Crimson King Part.1 | Hot 100 | 3 semaines          | 80e      |

## Certifications
| Pays        | Ventes  | Certification | Date               |
| ----------- | ------- | ------------- | ------------------ |
| États-Unis  | 500 000 | Or            | 29 mars 1977       |
| Canada      | 100 000 | Platine       | 1er septembre 1981 |
| France      | 100 000 | Or            | 1982               |
| Italie      | 40 000  | Or            | 2016               |
| Royaume-Uni | 100 000 | Or            | 9 août 2013        |